# Oiophysella constans
Oiophysella constans är en insektsart som beskrevs av Burckhardt 2009. Oiophysella constans ingår i släktet Oiophysella och familjen Peloridiidae. Inga underarter finns listade i Catalogue of Life.